# Micaela Peñaranda y Lima
Micaela Peñaranda y Lima (La Coruña, 19 de octubre de 1872-Barcelona, 23 de septiembre de 1949) fue una novelista y activista social católica española.

## Biografía
Era hija del matrimonio formado por el general Ignacio Peñaranda y Baíllo y Carmen Lima Campos, y nació en La Coruña, aunque desde pronto se asentó con su familia en el pueblo ciudadrealeño de Campo de Criptana, donde había nacido su padre, quien tenía además un cuantioso patrimonio en Alcázar de San Juan. Tenía seis hermanas y dos hermanos, y junto con tres de sus hermanas, Carmela, Victorina y Luisa, formó una comunidad religiosa entregada a la oración y a la ayuda a los pobres; Micaela se encargaba de la faceta administrativa. Regentaban en su lugar natal una escuela nocturna para adultos e impartían catequesis a los niños en la llamada "Escuela catequista de Santa Teresa de Jesús” de Campo de Criptana; sus obras de caridad menguaron el saneado patrimonio familiar que les legaron sus padres. Con el tiempo esta institución fue absorbida por las hermanas Formacionistas y aún hoy perdura en Campo de Criptana el Centro parroquial Hermanas Peñaranda. 
Micaela, muy inclinada a la propaganda católica, escribió desde niña en Las Hojitas del Hogar que para socorrer a los pobres fundó en Murcia en 1901 la Excma. Sra. Marquesa de Salinas del Río Pisuerga. Más adulta escribió y publicó diversas novelas, poemas y piezas teatrales para niños. Como poeta obtuvo una segunda medalla de plata en un Concurso de himnos en honor a Nuestra Señora de Guadalupe por su poema titulado "A Nuestra Señora de Guadalupe". En 1907 ganó un accésit en los Juegos Florales del ayuntamiento de Almería con su poemario Nuestro corazón necesita amar. En 1911 empieza a colaborar en El Pueblo Manchego con poemas, cuentos o capítulos de sus novelas. Extendió sus colaboraciones a El Defensor de Córdoba y participó en el XII Congreso Eucarístico Nacional del 25 al 30 de junio de 1911. También escribió muchos artículos y cuentos en los periódicos católicos La Verdad de Murcia, El Correo Católico de Cuenca y en la revista La Educación Hispano-Americana. Sus novelas eran de un realismo estrechamente ceñido a la moralidad católica convencional del principios del siglo XX. Se conserva un retrato fotográfico suyo en el número 772 de La Avalancha de Pamplona (24 de mayo de 1927), p. 111.

## Algunas publicaciones
- El becerro de oro, Barcelona, 1909, novela finalista del premio La Biblioteca Patria.[6]
- Así es el mundo, Barcelona, 1915; 2.ª ed. 1925; publicada también por entregas en La Avalancha de Pamplona, 1927; y en 1940.
- Sembrar con lágrimas y recoger con alegría
- ¿Mudar de opinión?, Barcelona: Librería religiosa, 1915.
- El hastío del rincón, 1923.
- ¿Sin remedio ?..., novela de costumbres, Madrid, 1907; publicada por entregas en La Voz de Alicante, 1908, y luego Ed. Paseo del Prado, 1915[7]
- Nada sucede a caso: novela. Barcelona: Ed. Librería Religiosa, 1915
- Teatro infantil: piezas en prosa y verso. Tipografía La Educación, 1926; 2.º ed. 1948. Contiene: "¿Dónde se encuentra la dicha?", "El agua milagrosa", "El anónimo", "La carta de Dios", "La envidiosa", "Métome en todo y ¿a mí qué me importa?", "Nunca apartarse de Dios" y "¡¡Quién fuera rica!!"[8]